# Civeta de palmera emmascarada
La civeta de palmera emmascarada o  civeta de palmera de l'Himalaia (Paguma larvata) és una espècie de civeta que es pot trobar al subcontinent indi i al sud-est asiàtic. En els últims temps, ha estat considerada com la probablement responsable de la síndrome respiratòria aguda greu.

## Anatomia
Té una aparença semblant a la d'altres civetes. El seu pelatge té una coloració que varia del marró ataronjat al gris, i, a diferència d'altres espècies relacionades, no té taques ni ratlles. Les potes són més fosques que la resta del cos, sovint de color negre. El rostre té una franja blanca que comença al front i s'estén pel musell fins al nas. La resta del rostre és de color negre (galtes i costats del nas), excepte unes taques blanques que envolten els ulls.
El cos té una longitud, sense la cua, que varia entre 51 i 76 centímetres. La cua té una longitud que varia entre 51 i 63 centímetres. La civeta de palmera emmascarada té un pes entre 3,6 i 6 quilos.

## Hàbitat
La civeta de palmera emmascarada viu als boscos, especialment a les selves tropicals i als boscos temperats d'arbres caducifolis. S'estén des del nord de l'Índia al sud-est asiàtic i la Xina. També es troba a diverses illes com Borneo, Sumatra, Taiwan, les illes Andaman i a les serralades de les illes Nicobar. No és nadiua del Japó, però fou portada allà a principis del segle xx.
El principal perill per la civeta de palmera emmascarada és la contínua destrucció del seu hàbitat. No obstant això, a causa de la seva àmplia extensió, no es considera que estigui amenaçada.

## Comportament i dieta
La civeta de palmera emmascarada és un animal depredador nocturn i solitari, el qual es troba principalment als arbres. Durant el dia, dorm a la part alta dels arbres. Quan se sent amenaçada, ruixa al depredador amb una secreció de la seva glàndula anal. La funció de la secreció és similar a la de la mofeta, dissuadir als depredadors.
La civeta de palmera emmascarada és un animal omnívor. Encara que el seu aliment principal són els fruits, també s'alimenta de petits vertebrats, com esquirols i ocells, així com d'insectes.

## Reproducció
Les femelles poden donar a llum dos cops l'any, en ventrades que van d'una a quatre cries. El joves creixen fins a la mida d'un adult aproximadament en tres mesos. Al final de la còpula, el mascle deixa una secreció gelatinosa que s'endureix dins el tracte vaginal de la femella. Per altra banda, es coneixen pocs detalls del cicle reproductiu de la civeta de palmera emmascarada.

## Connexió amb la síndrome respiratòria aguda greu (SARS)
A algunes parts de la Xina, la civeta de palmera emmascarada és caçada per la seva carn. A través d'això, segons molts viròlegs, el coronavirus del SARS fou transmès per primer cop als humans. El maig de 2003 el virus fou aïllat en diverses civetes de palmera emmascarades. Encara existeix la possibilitat que la civeta de palmera emmascarada no fos la portadora original del virus, sinó que l'haguessin rebut d'altres animals desconeguts.

## Conservació
A Hong Kong, és una espècie protegida sota la Wild Animals Protection Ordinance Cap 170.